# Marmorera
Marmorera (tot 1902 in verouderd Duits Marmels; Reto-Romaans: Murmarera; Latijn: Marmoraria) is een voormalige gemeente en is een plaats in het Zwitserse kanton Graubünden, en maakt deel uit van het district Albula.
Marmorera telt 47 inwoners. In 2016 is de gemeente gefuseerd samen een de andere gemeenten Bivio, Cunter, Mulegns, Salouf, Savognin, Tinizong-Rona, Riom-Parsonz en Sur tot de nieuwe gemeente Surses.